# مطيافية الميكرويف
مطيافية المكرويف  هو طريقة التحليل الطيفي الذي يستخدم الميكرويف، ويستخدم الإشعاع الكهرومغناطيسي الذي يكون تردده جيجاهيرتز لدراسة المسألة.

## في الفيزياء الجزيئية
في مجال الفيزياء الجزيئية, يستخدم طيف الميكوريف عادة للتحقق من دوران الجزيئات.